# Phare de South Haven
Le phare de South Haven (en anglais : South Haven Light), est un phares du lac Michigan, situé à l'embouchure de la Black River (en) devant le port de South Haven, dans le Comté de Van Buren, Michigan.
Ce phare est inscrit au Registre national des lieux historiques depuis le 23 octobre 1995 sous le no 95001160 et au Michigan State Historic Preservation Office.

## Historique

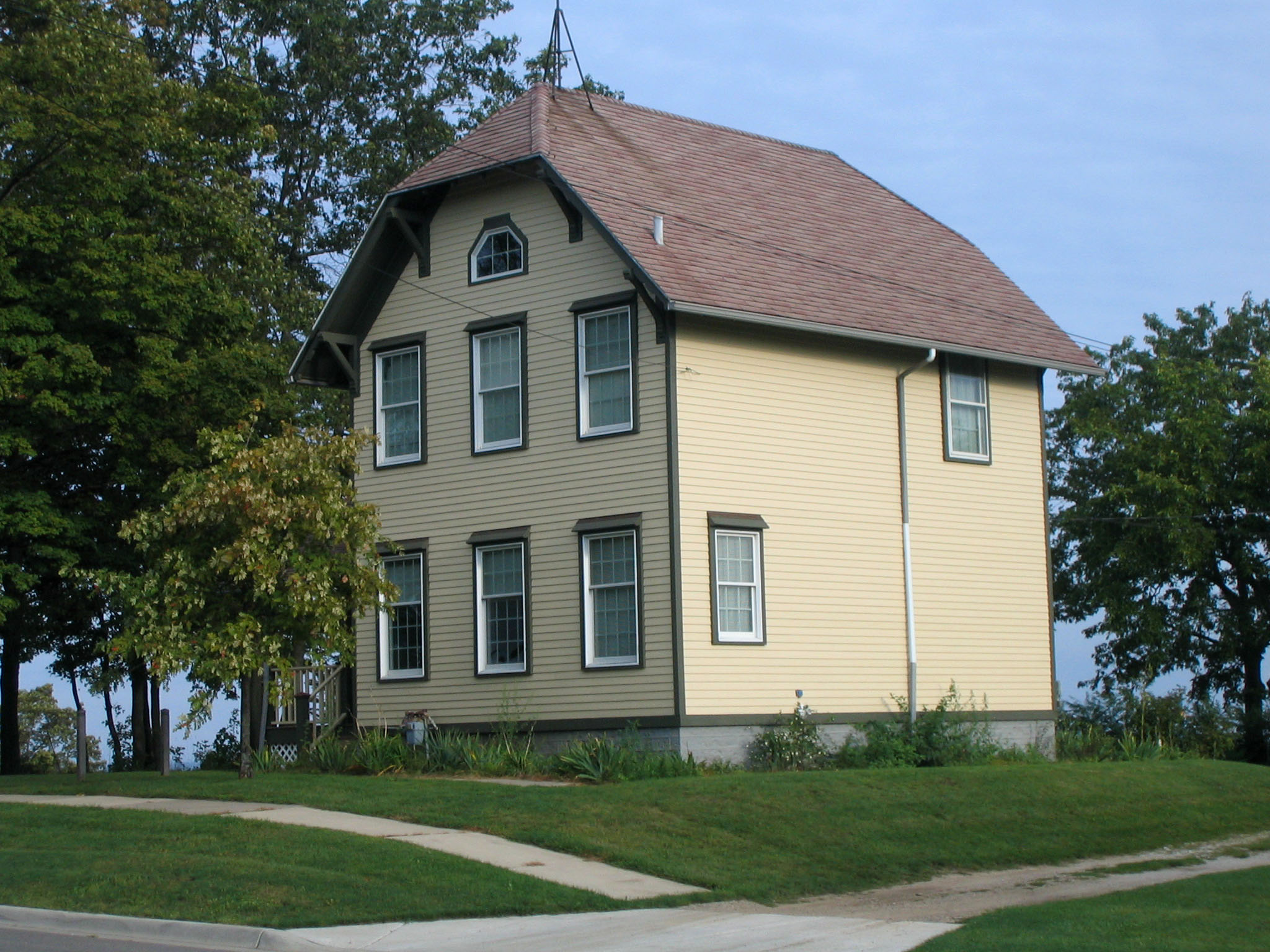
La maison en bois du gardien de phare de South Haven

La tour, mise en service en 1903, est une version raccourcie du phare de la jetée de Muskegon et a remplacé une tour en bois de 1872. La passerelle, qui relie toujours la tour au rivage, est celle d'origine. Elle est l'une des quatre seules qui ont survécu dans l'État du Michigan. La tour actuelle a été conçue par l'ingénieur du onzième district James G. Warren. Une lentille de Fresnel du cinquième ordre fabriquée par les verriers parisiens Barbier, Bénard et Turenne a été installée dans la lanterne. Elle est maintenant équipée d'une lentille de sixième ordre.
En 1913, l'emplacement a été jugé insatisfaisant et le phare en fonte a été déplacé de 130 m à l'extrémité de la jetée.
La maison en bois du gardien de deux étages est sur le rivage. Elle a également été construite en 1872. Elle a été transférée à la ville pour conservation en 2000. Le Michigan Maritime Museum  a rénové la maison du gardien en tant que bibliothèque de recherche des Grands Lacs de Marialyce Canonie.

### Statut actuel
En vertu du National Historic Lighthouse Preservation Act (en), le conseil municipal de la ville a accepté, en 2010/11, que l'Historical Association of South Haven en devienne le propriétaire et en assure la restauration. On peut y arriver en marchant sur la jetée après avoir stationné dans le parc de la ville voisine. Le site est ouvert, mais la tour est fermée (à l'exception des journées portes ouvertes pendant la fête du port de la ville à la mi-juin.

## Description
Le phare actuel est une tour cylindrique en fonte, avec galerie et lanterne, de 10,5 m de haut. La tour est peinte en rouge et la lanterne est noire..
Il émet, à une hauteur focale de 11 m, une lumière fixe rouge. Sa portée est de 10 milles nautiques (environ 19 km). Il est équipé d'une corne de brume émettant deux souffles de deux secondes par période de 30 secondes, au besoin.
Identifiant : ARLHS : USA-772 ; USCG : 7-19505 .

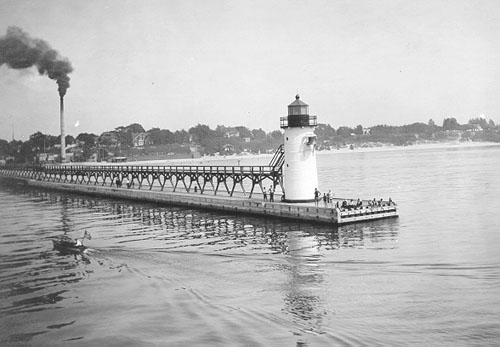
Le phare (photo USCG).
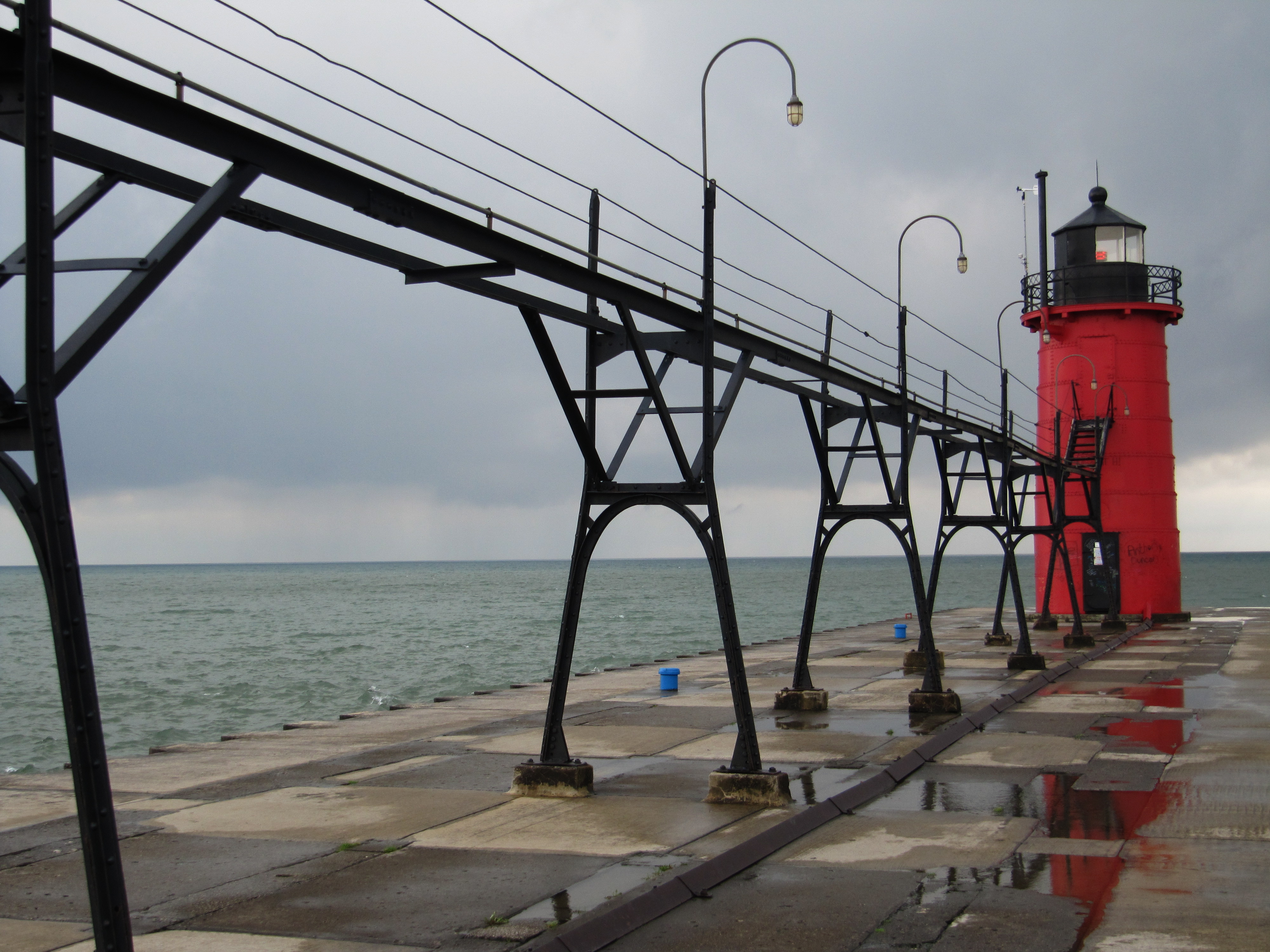
La passerelle.
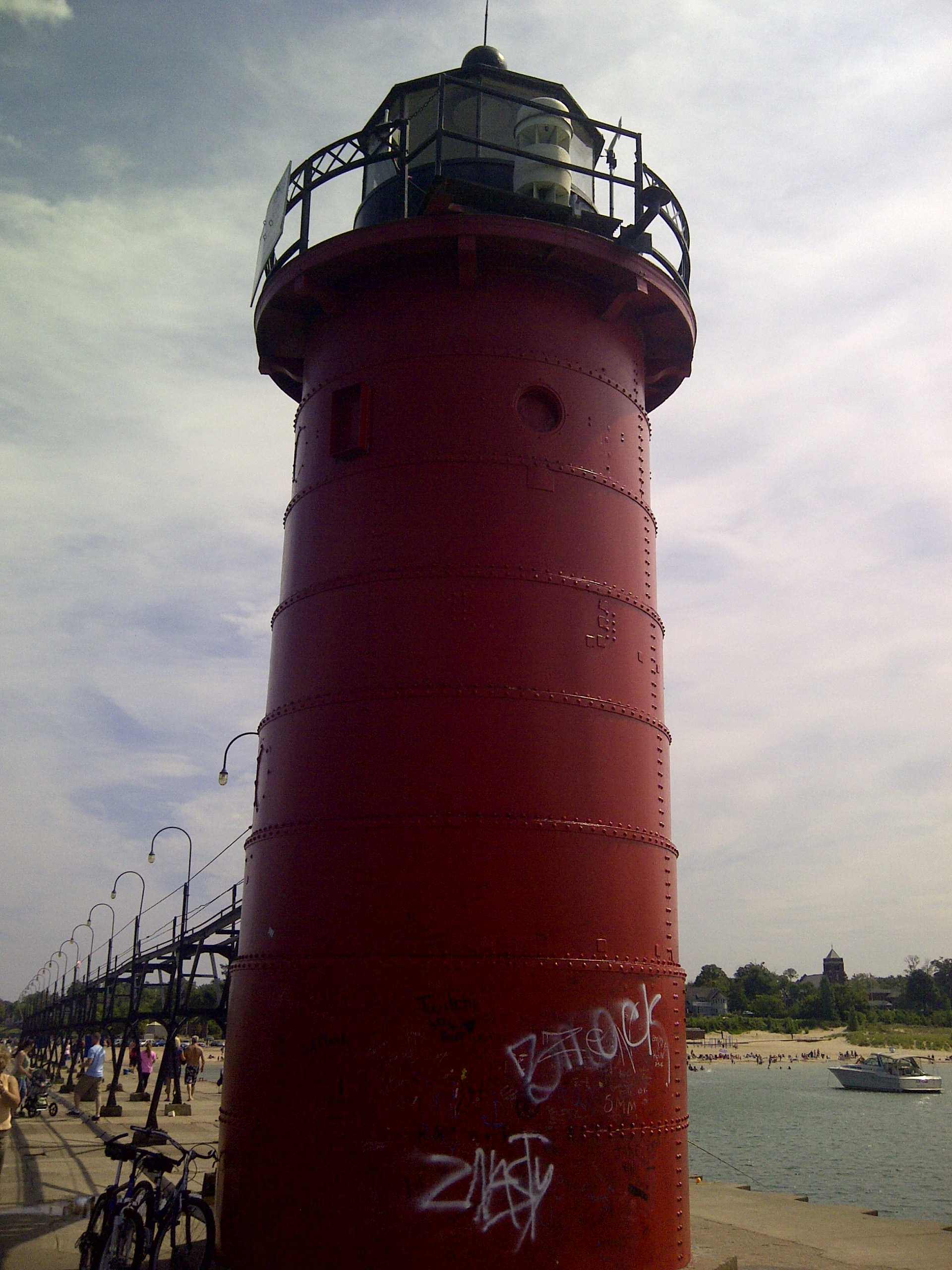
Le phare.